# Suworow-Platz

Der Suworow-Platz ist ein im Moskauer Stadtteil Meschtschanski im Zentralen Verwaltungsbezirk gelegener Platz. Er liegt auf der Kreuzung der Straßen Durowa, Dosstoewsskogo, Samotjotschnaja und Selesnewskaja.

## Geschichte
Im 12./13. Jahrhundert entstand auf dem Gebiet des heutigen Suworow-Platzes das Dorf Suschtschowo. Über den Platz verlief das Flüsschen Naprudnaja (auch Samotjoka oder Sinitschka genannt), ein Zufluss des Flusses Neglinnaja. 1630, als Suschtschowo bereits zu Moskau gehörte, wurde dort die Kirche von Ioann Woin errichtet und die aus dem 13. Jahrhundert stammende Bausubstanz von Suschtschowo größtenteils abgerissen. Hierdurch entstand der Platz, in dessen Nähe auch das Herrenhaus des Grafen A. W. Saltykow mit seinem Park errichtet wurde. Seit 1777 wurde dieses als Heim für Kriegsinvaliden genutzt. 1802 wurde das Haus von Domenico Gilardi überformt und dort das Fraueninstitut von St. Katharina eröffnet. Der Platz trug damals die Bezeichnung Ekatherininskaja sowie auch der Park noch heute den Namen Ekaterininski Park trägt. In den Jahren 1826/27 erfolgte eine Restaurierung durch Gilardi und A. G. Grigorjew.
1917 wurde der Ekatherininskaja-Platz in Platz-Kommuna umbenannt, zur Erinnerung an die Pariser Kommune. Unter der Sowjetherrschaft wurde die Kirche abgerissen und die Naprudnaja in einem unterirdischen Rohr verdolt. Es entstanden neue, monumentalistische Gebäude im Stil des Sozialistischen Klassizismus, das Hotel ZDKA (heute Hotel Slawjanka) (1947) und das Theater der Roten Armee (1934–1940). Im Zentrum des Platzes wurde ein Viereck gebildet, das heute das Suworow-Denkmal trägt.

## Suworow-Denkmal

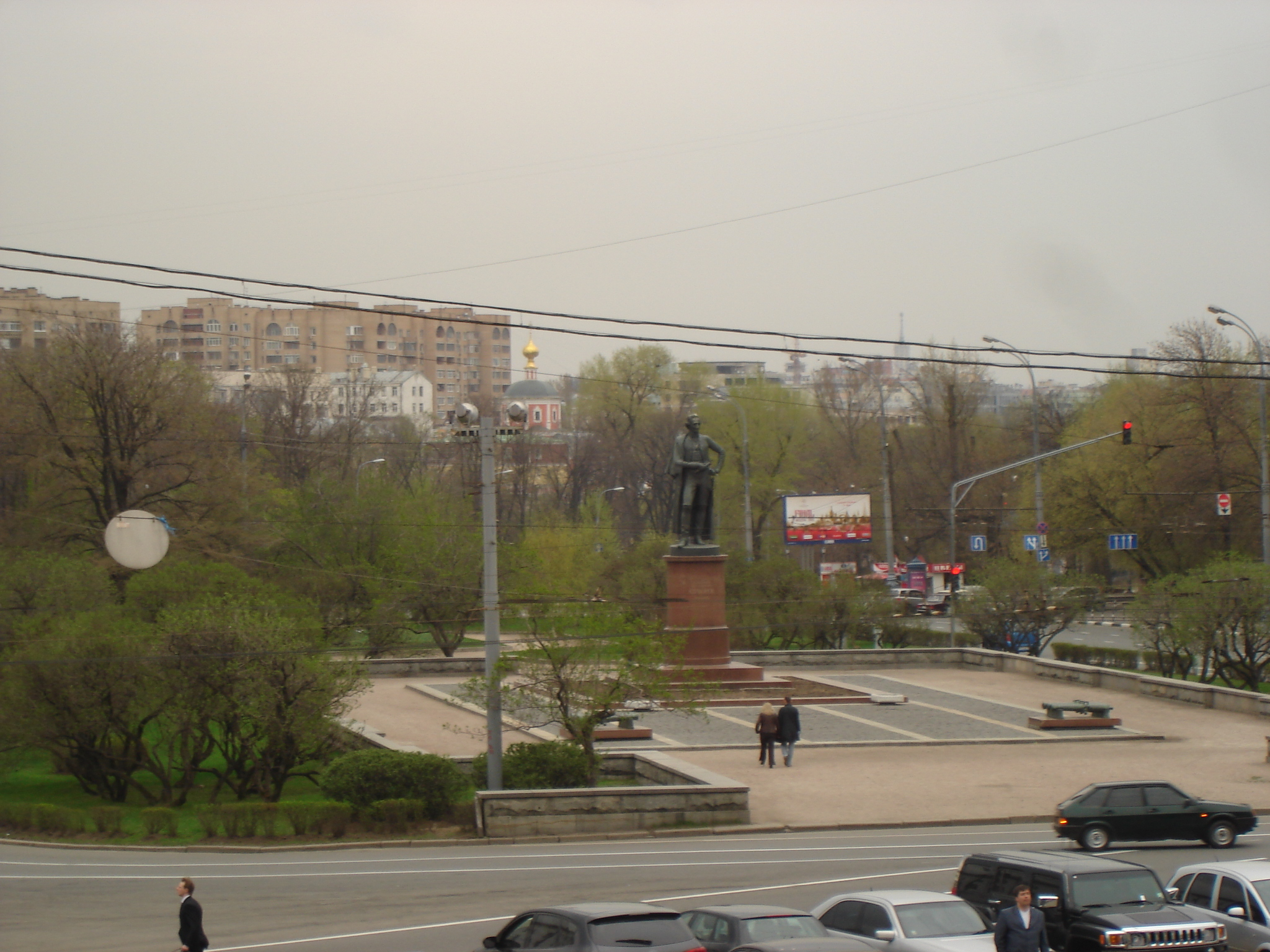

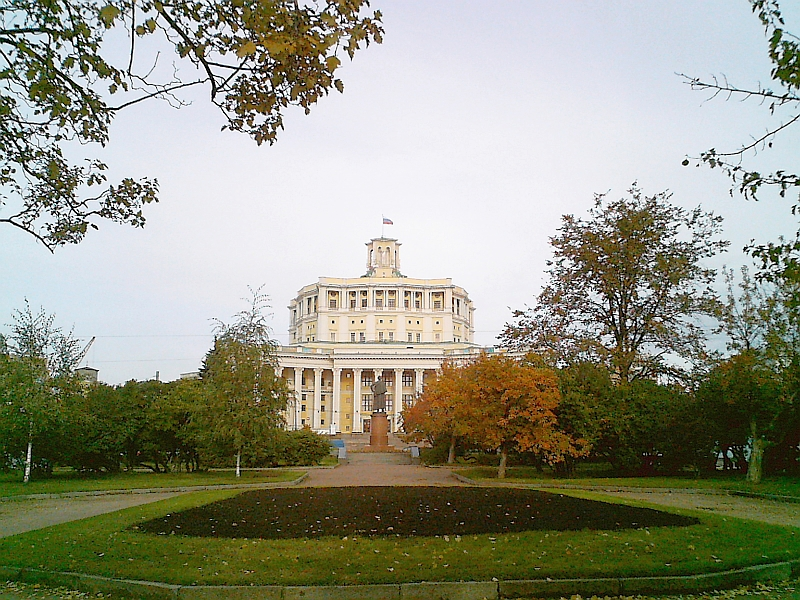
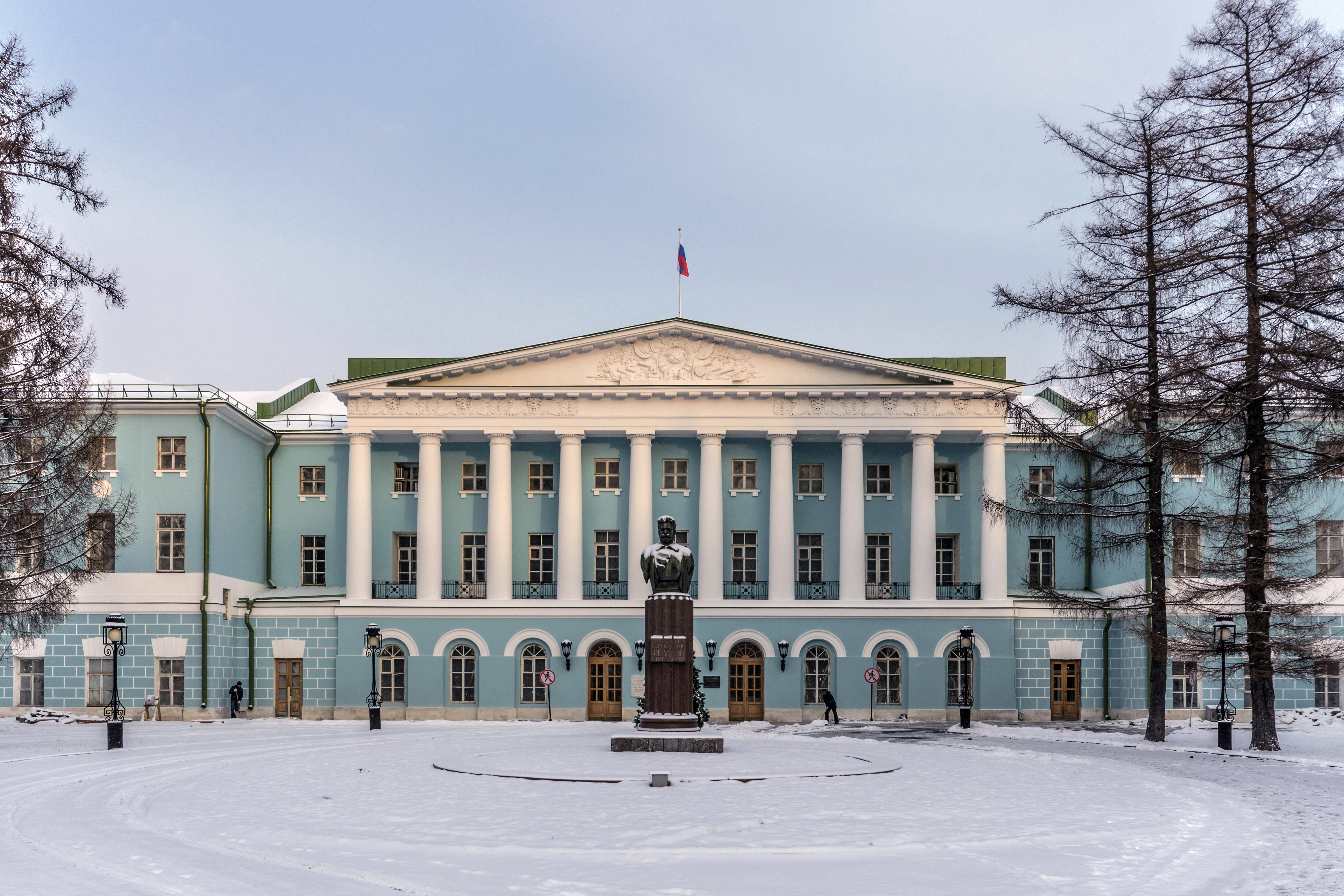
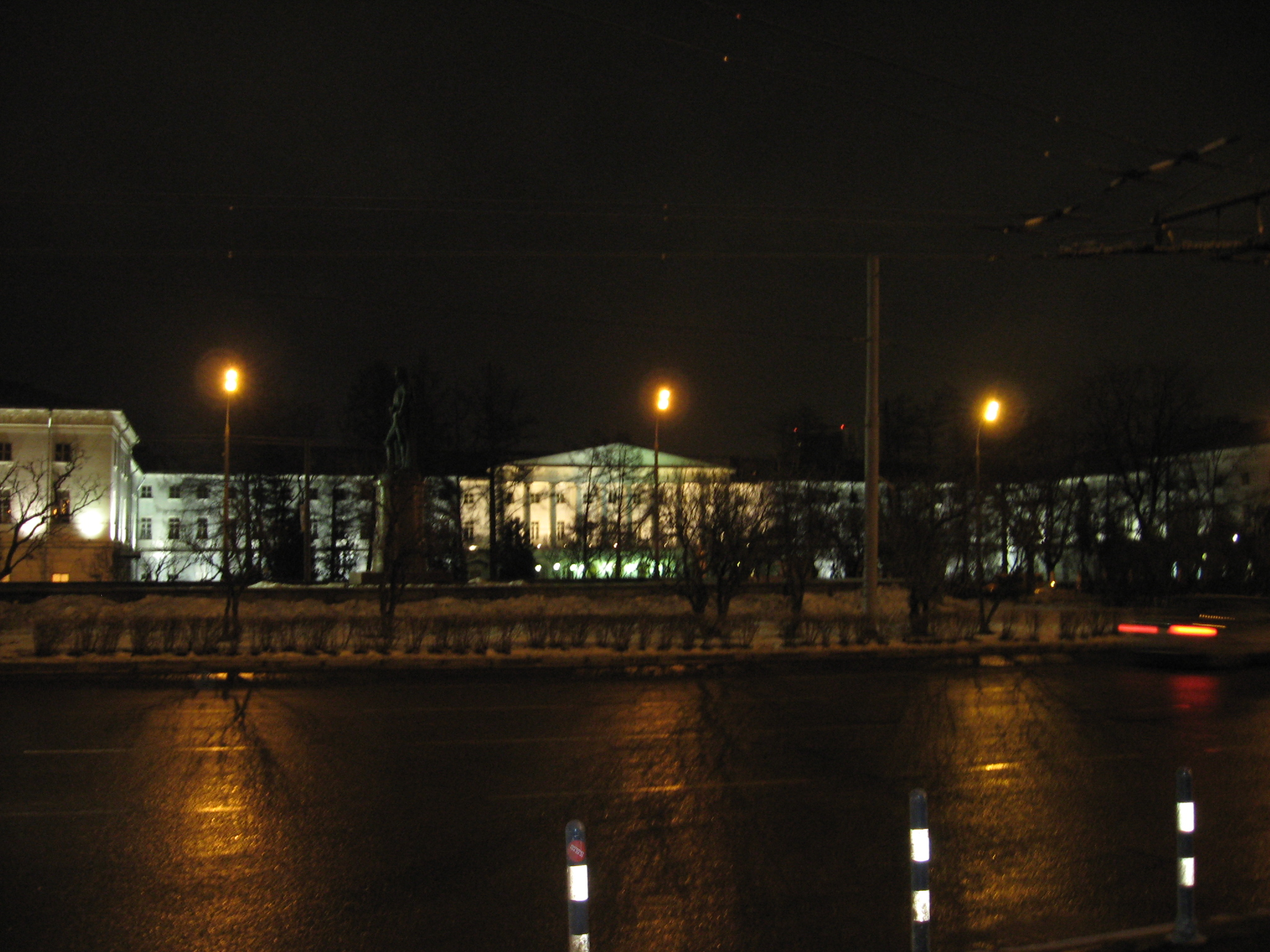

Der Standort für das Denkmal wurde noch 1950 inmitten des Suworow-Platzes (damals Platz der Kommune) festgelegt und durch ein Steinzeichen markiert. Im Jahre 1980, dem 250. Geburtstag Alexander Wassiljewitsch Suworows, wurde vom Kulturministerium der UdSSR ein Wettbewerb für eine bessere Gestaltung des Suworow-Denkmals ausgeschrieben. Verwirklicht wurden schließlich die Entwürfe des Bildhauers Oleg Konstantinowitsch Komow und des Architekten W. A. Nessterow. Das Gesicht Suworows wurde von Komow anhand der Totenmaske ausgeführt, da diese detailgetreuer als das Porträts war. Das Gesicht, das das Denkmal zeigt, ähnelt am ehesten dem Porträt, das N. M. Awwakumow 1939 schuf. Das Denkmal wurde am 14. Februar 1982 aufgestellt und am 17. Februar 1982 enthüllt. 
Das Standbild zeigt Suworow mit einem Mantel bekleidet und einem Fernrohr in der Hand und ist zirka 4 m hoch. Er trug stets den St.-Annen-Orden, der sein erster und Lieblingsorden war. Die Statue steht auf einem zylindrischen Sockel aus rotem Granit, der ebenfalls annähernd 4 m hoch ist.
Koordinaten: 55° 46′ 53,8″ N, 37° 36′ 56,4″ O